# Rewica-Kolonia
Rewica-Kolonia [pronunciación en polaco: /rɛˈvit͡sa kɔˈlɔɲa/] es un pueblo ubicado en el distrito administrativo de Gmina Jeżów, dentro del condado de Brzeziny, Voivodato de Łódź, en el centro de Polonia. Se encuentra a unos 10 kilómetros al sur de Jeżów, a 14 kilómetros al sureste de Brzeziny, y a 32 kilómetros al este de la capital regional Łódź.